# Matthew Grosjean
Matthew Reid „Matt“ Grosjean (* 21. September 1970 in Chicago, Illinois) ist ein ehemaliger US-amerikanischer Skirennläufer.

## Karriere
Grosjean gab sein internationales Renndebüt 1988 bei den Juniorenweltmeisterschaften in Madonna di Campiglio, wobei er als 5. im Riesenslalom bzw. 6. im Slalom jeweils nur knapp Medaillen verpasste. Auch im darauffolgenden Jahr in Aleyska verpasste er im Super-G bzw. Riesenslalom als Vierter um wenige Hundertstelsekunden eine Podestplatzierung.
Am 23. November 1991 gab Grosjean beim Riesenslalom von Park City sein Weltcupdebüt, wobei er mit Rang 23 auf Anhieb Punkte gewinnen konnte. Am nächsten Tag erreichte er im Slalom bereits seine erste Platzierung unter den besten 10.
Aufgrund dieser Leistungen wurde er für die Olympischen Winterspiele in Albertville nominiert, wo er im Slalom den 10. Platz belegte.
In den darauffolgenden Jahren konnte Grosjean nicht ganz an dieses Niveau anschließen. So gelangen ihm nur vereinzelt Platzierungen unter den besten 30 im Weltcup. 1995 wurde US-amerikanischer Meister im Slalom. Sein bestes Ergebnis erzielte er dabei am 6. Januar 1997 beim Slalom von Kranjska Gora mit einem 4. Rang. Auf den drittplatzierten Thomas Stangassinger fehlten ihm dabei nur 15 Hundertstelsekunden.
Sein letztes internationales Rennen bestritt Grosjean am 25. März 1998 bei den US-amerikanischen Meisterschaften in Jackson, Wyoming. Danach trat er nicht mehr als Rennläufer in Erscheinung.

## Erfolge

### Olympische Winterspiele
- Albertville 1992: 10. Slalom, DNF Riesenslalom
- Lillehammer 1994: DNF Slalom
- Nagano 1998: 15. Slalom, DNF Alpine Kombination

### Weltmeisterschaften
- Morioka 1993: 15. Slalom
- Sierra Nevada 1996: DNF Slalom
- Sestriere 1997: 19. Slalom

### Weltcup
- 2 Platzierungen unter den besten 5

### Juniorenweltmeisterschaften
- Madonna di Campiglio 1988: 5. Riesenslalom, 6. Slalom, 9. Alpine Kombination, 39. Super-G, 49. Abfahrt
- Aleyska 1989: 4. Super-G, 4. Riesenslalom, 40. Abfahrt

### Nor-Am Cup
- 6 Podestplätze, davon 5 Siege

| Datum             | Ort            | Land               | Disziplin |
| ----------------- | -------------- | ------------------ | --------- |
| 3. Januar 1996    | Bromont        | Kanada             | Slalom    |
| 1. April 1995     | Mount Bachelor | Vereinigte Staaten | Slalom    |
| 4. April 1995     | Whistler       | Kanada             | Slalom    |
| 13. Dezember 1995 | Mount Snow     | Vereinigte Staaten | Slalom    |
| 26. November 1996 | Beaver Creek   | Vereinigte Staaten | Slalom    |

### Europacup
- 2 Podestplätze, davon ein Sieg

| Datum            | Ort             | Land       | Disziplin |
| ---------------- | --------------- | ---------- | --------- |
| 8. Dezember 1996 | Serre Chevalier | Frankreich | Slalom    |

### Weitere Erfolge
- US-amerikanischer Meister im Slalom (1995)
- Bronze bei den US-amerikanischen Meisterschaften im Slalom (1997)
- 2 Siege bei FIS-Rennen